# 대한민국 형법 제147조
대한민국 형법 제147조는 도주원조에 대한 형법총칙의 조문이다.

## 조문
제147조(도주원조) 법률에 의하여 구금된 자를 탈취하거나 도주하게 한 자는 10년 이하의 징역에 처한다.

第147條(逃走援助) 法律에 依하여 拘禁된 者를 奪取하거나 逃走하게 한 者는 10年 以下의 懲役에 處한다.

## 같이 보기
- 범인도피죄